# Lapinsaari (ö i Finland, Södra Savolax, Nyslott, lat 62,28, long 29,30)
Lapinsaari är en ö i Finland. Den ligger i sjön Orivesi och i kommunen Nyslott i  landskapet Södra Savolax, i den sydöstra delen av landet, 300 km nordost om huvudstaden Helsingfors. Öns area är 60,4 hektar och dess största längd är 1,6 kilometer i sydöst-nordvästlig riktning.